# Sønder Stenderup
Sønder Stenderup – miasto w Danii, w regionie Dania Południowa, w gminie Kolding.